# Loznica (Valjevo)
Loznica (Servisch cyrillisch Лозница) is een plaats in de Servische gemeente Valjevo. De plaats telt 660 inwoners (2002).

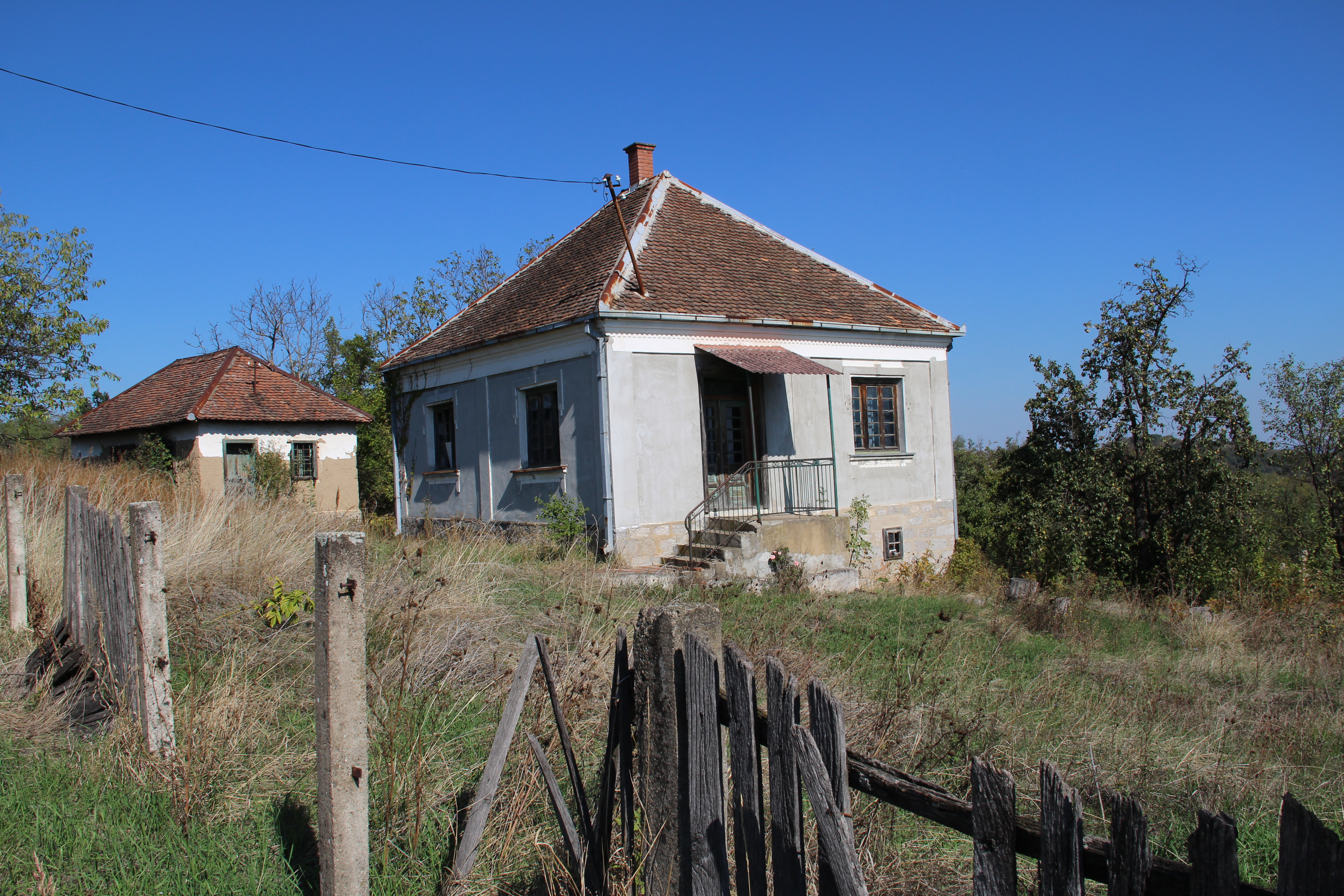
Valjevska Loznica - Panorama
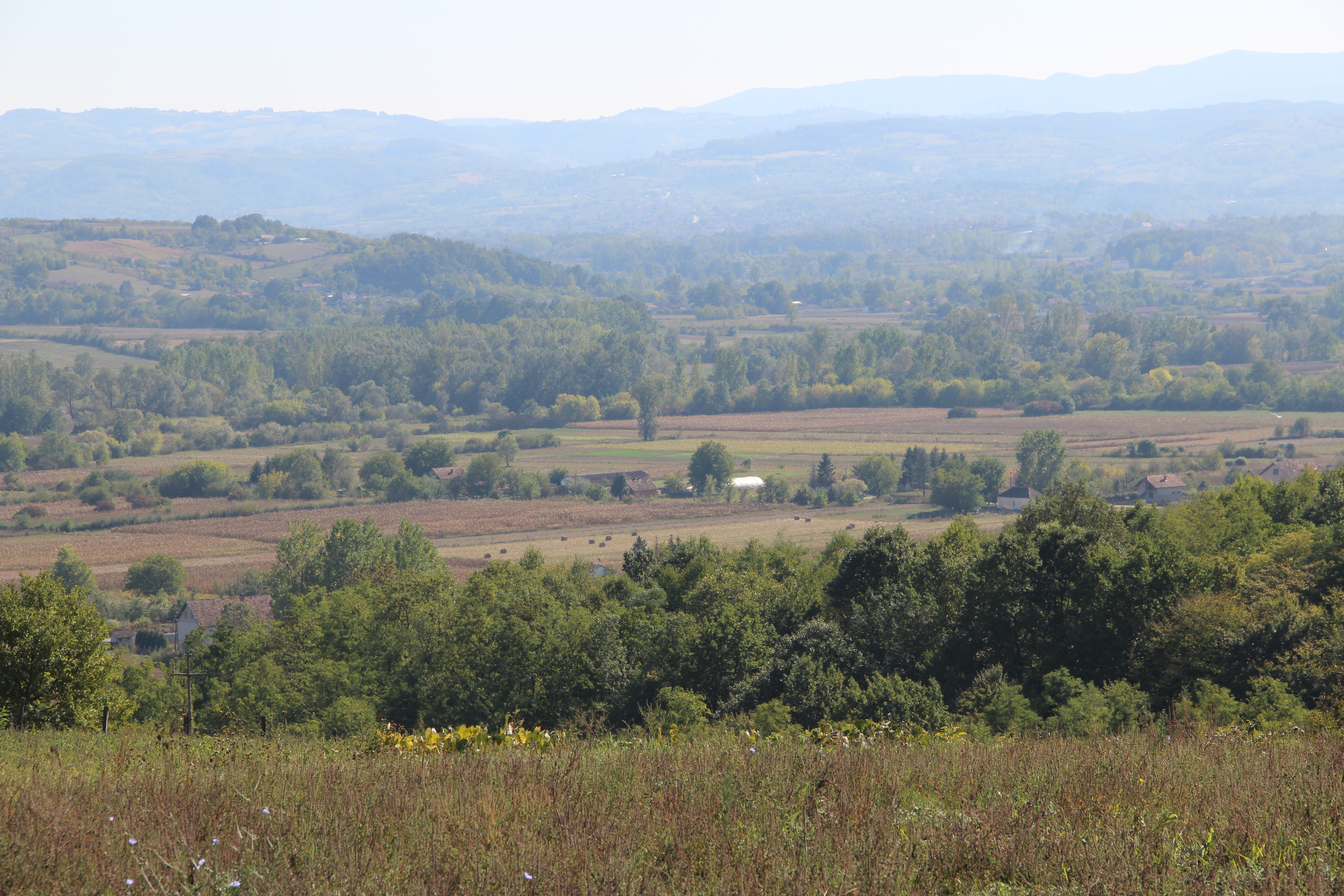
Valjevska Loznica - Panorama
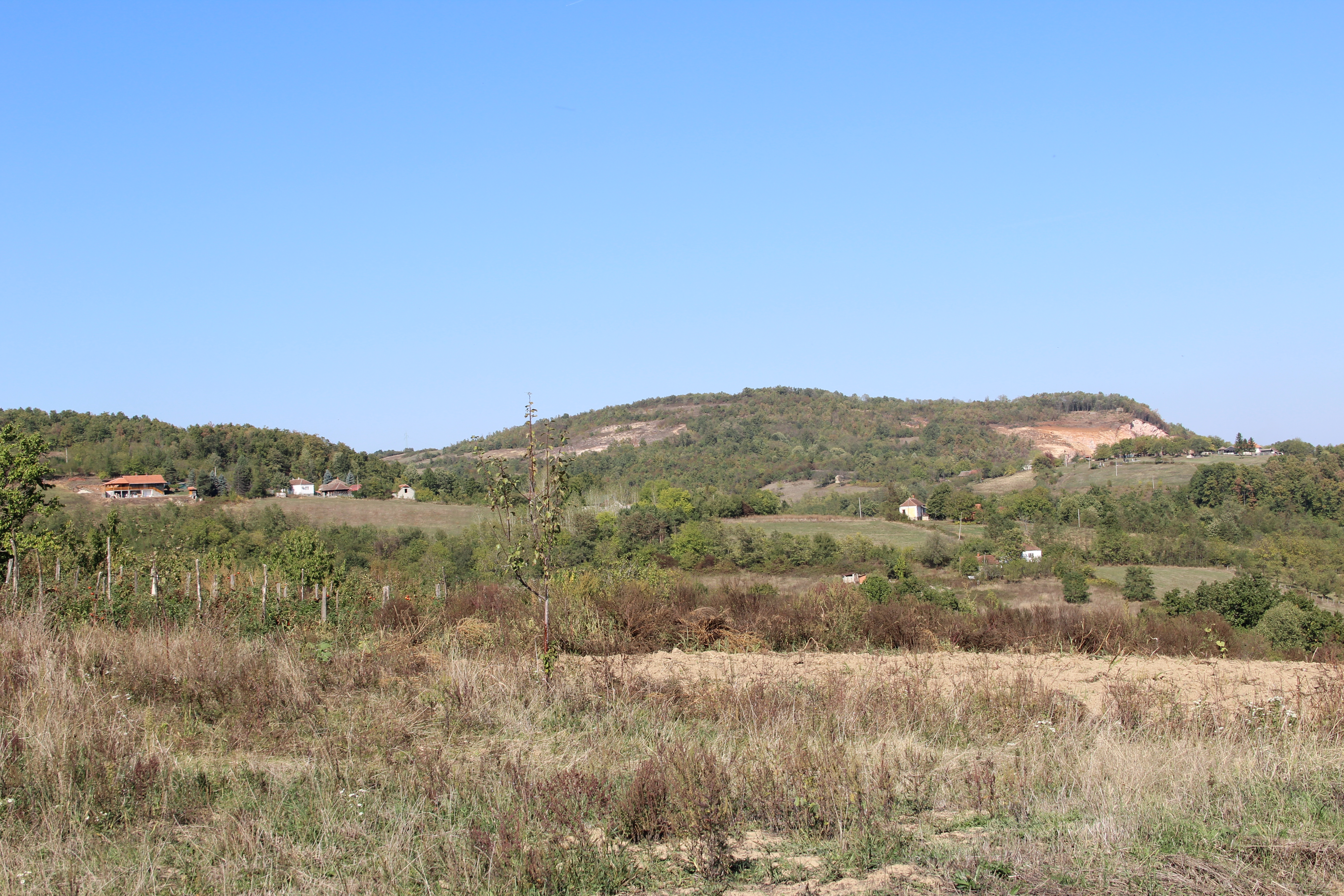
Valjevska Loznica - Panorama
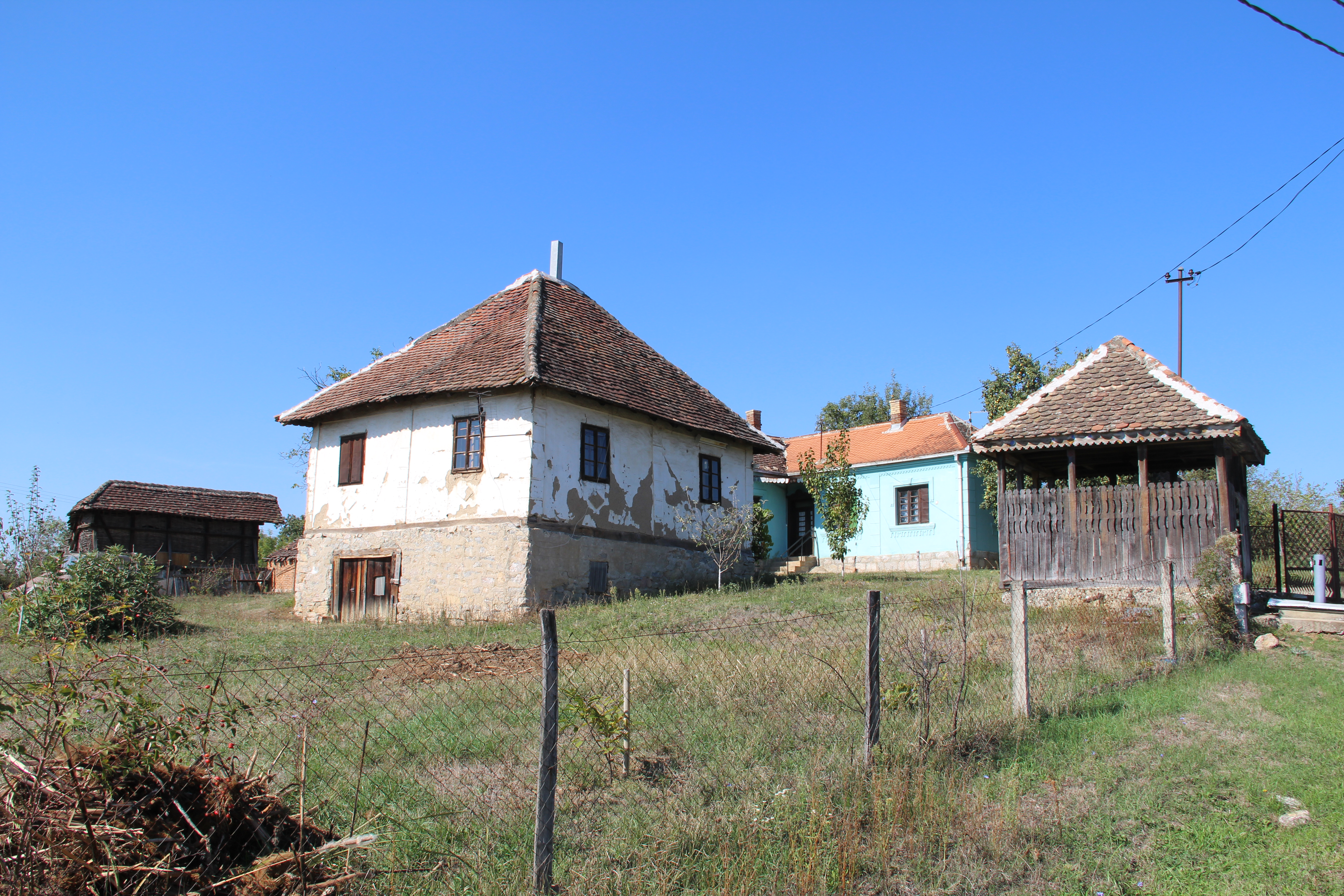
Valjevska Loznica - Panorama
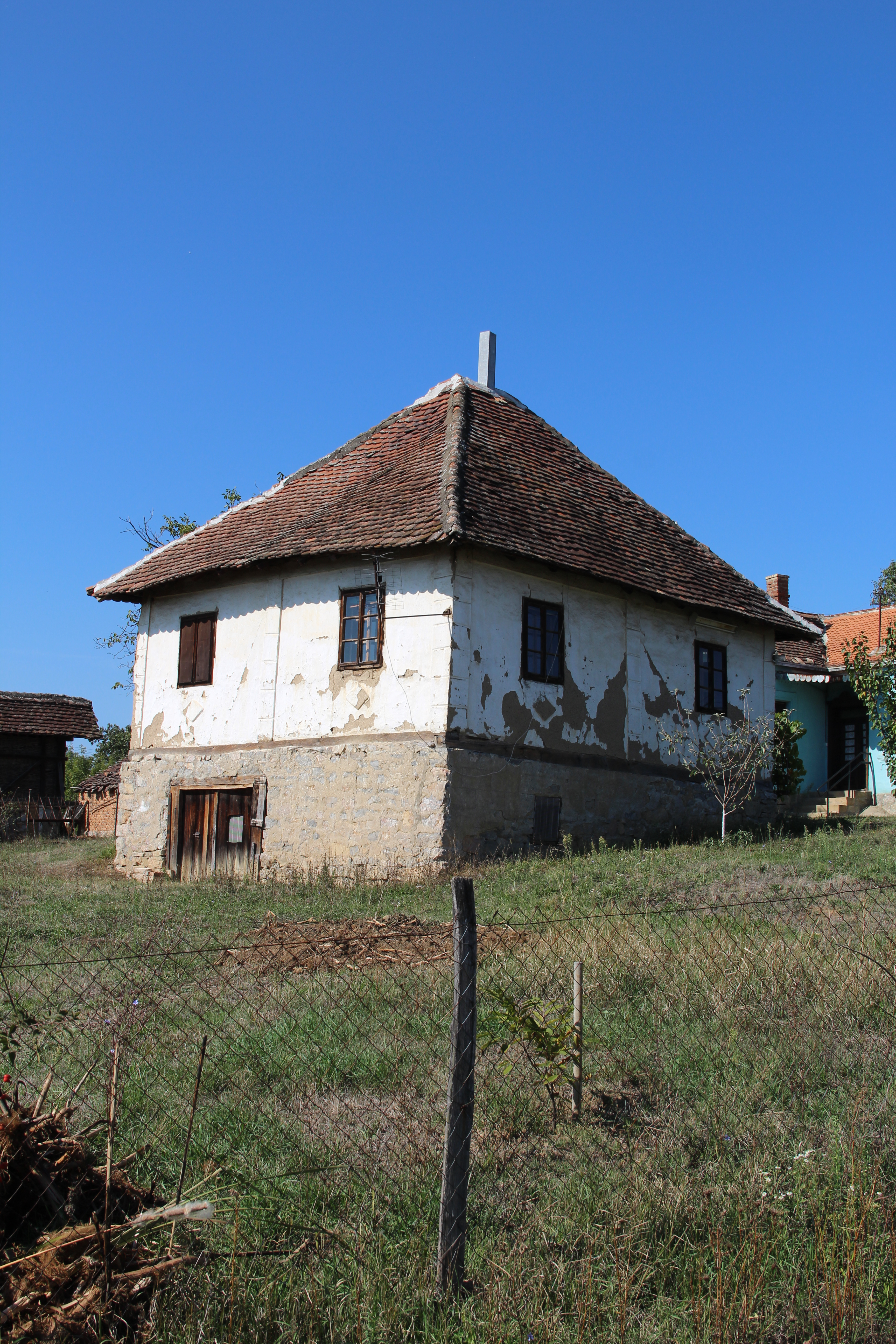
Valjevska Loznica - Panorama
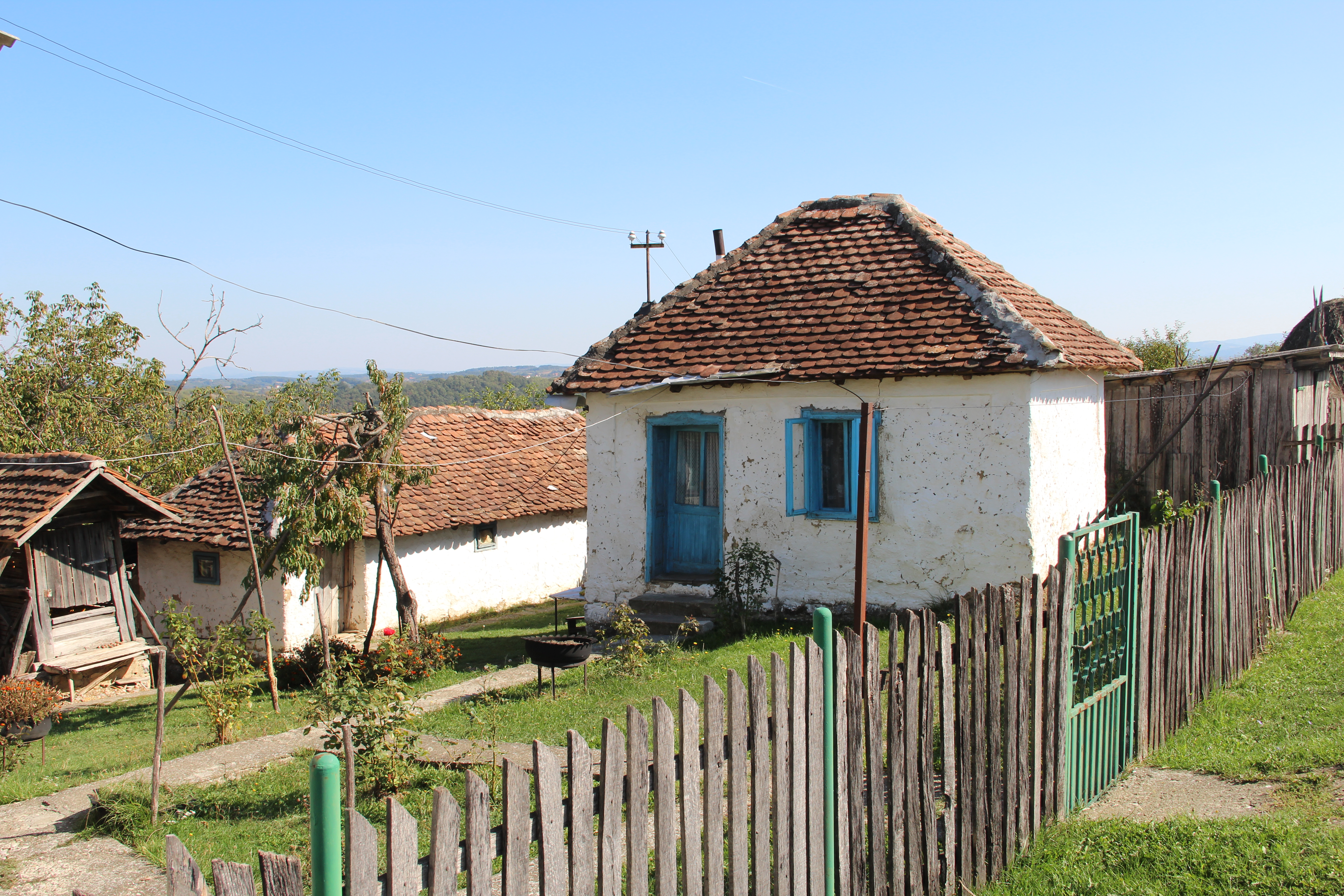
Valjevska Loznica - Panorama
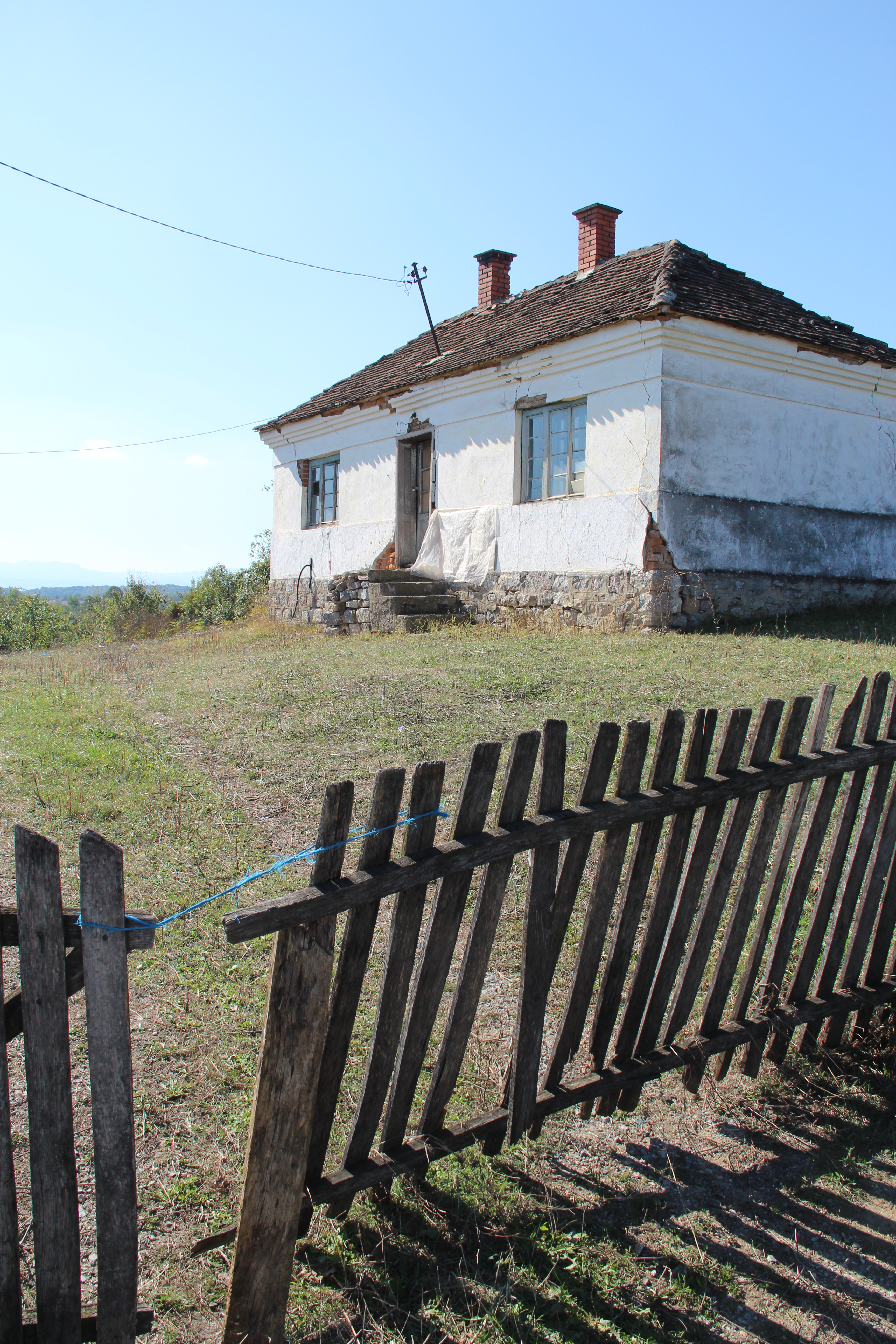
Valjevska Loznica - Panorama
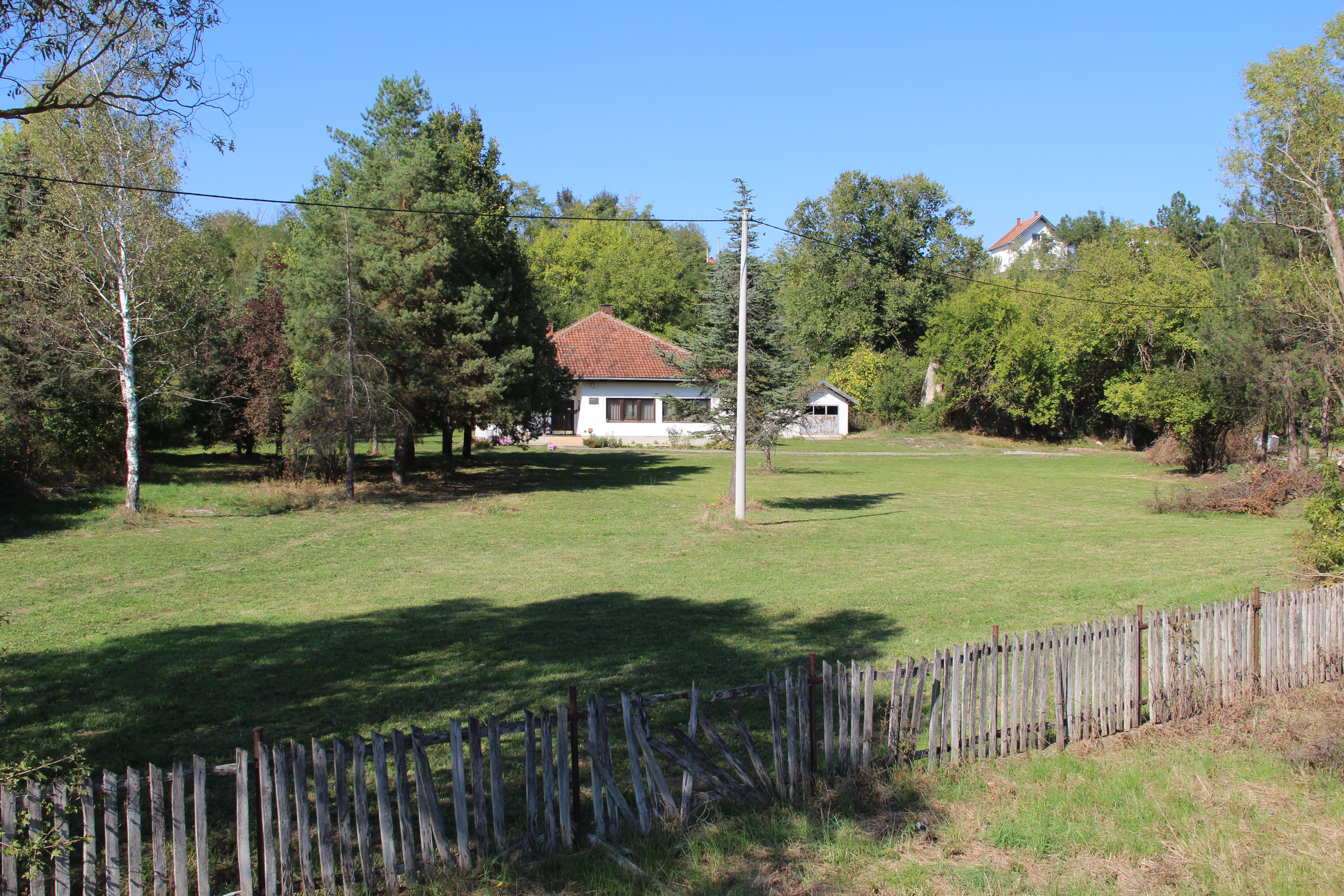
Valjevska Loznica - Skole
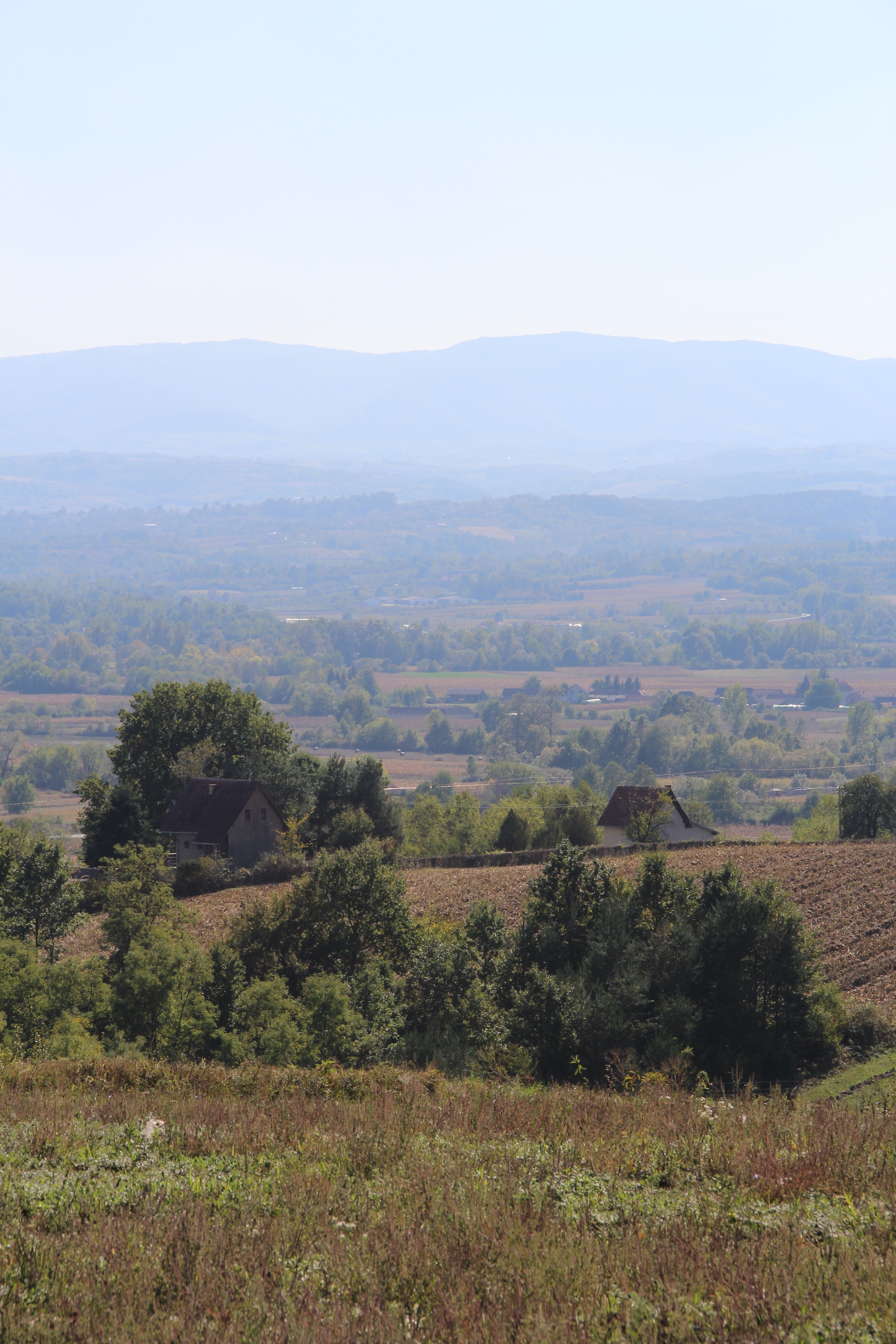
Valjevska Loznica - Panorama
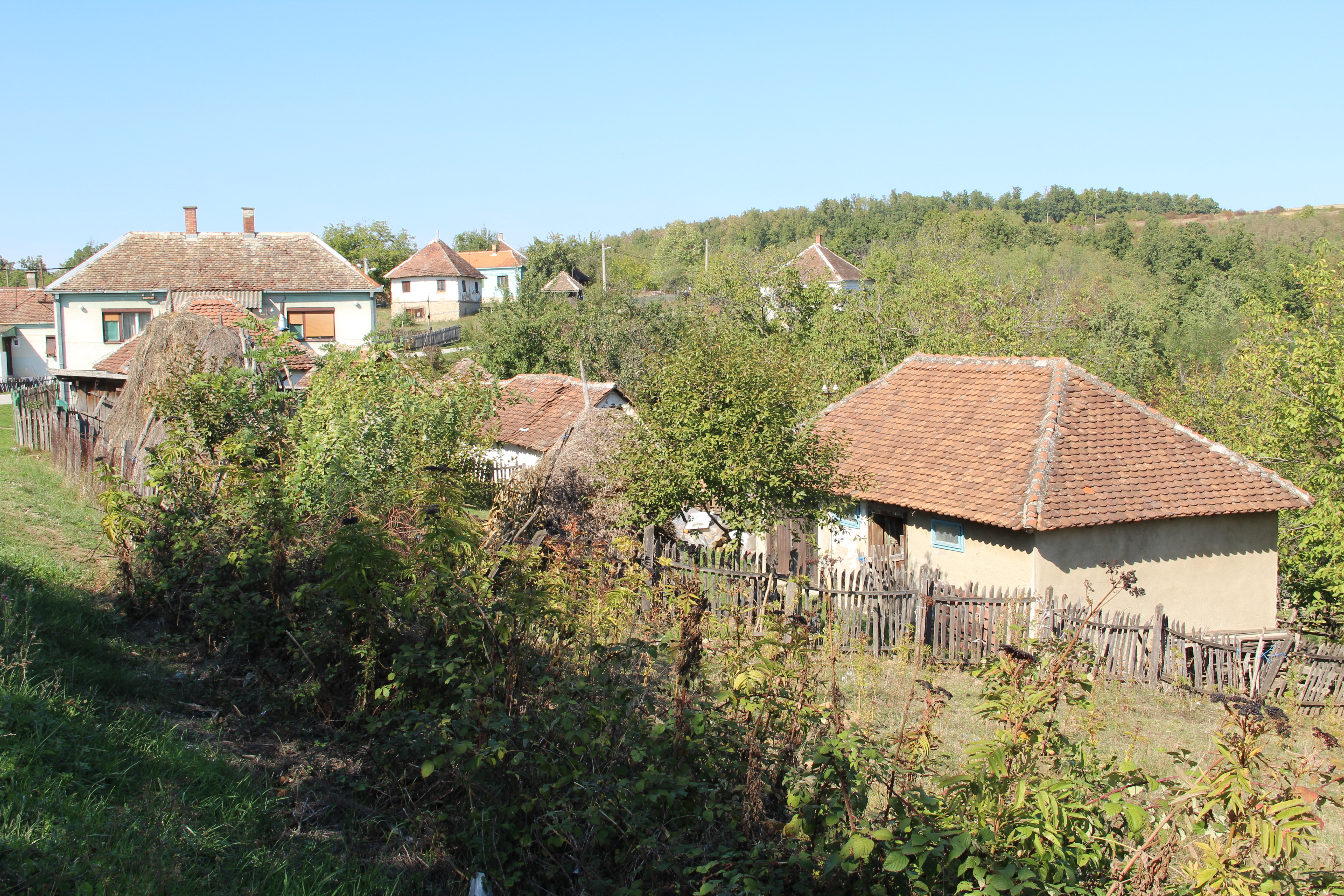
Valjevska Loznica - Panorama